# Blanca de Silos
María de las Nieves Silos i López de la Calle (Vitòria, 3 d'agost de 1914 - Segòvia, setembre de 2002), coneguda artísticament com a Blanca de Silos, va ser una actriu basca.

## Biografia
Des de molt jove, Blanca es va sentir atreta pel teatre, però la seva família es va oposar al fet que ella seguís la seva vocació d'actriu, fins que en plena guerra civil va poder prendre part en la representació d'algunes actuacions sacramentals a Segòvia, on havia estat destinat el seu pare. A la ciutat castellana coincideix amb el director d'escena Luis Escobar, amb el qual s'inicia professionalment en un acte sacramental a la fi de la dècada de 1930. Posteriorment es trasllada a Madrid, desenvolupant la seva carrera en el Teatre María Guerrero, de la mà d'Escobar i més endavant en el Teatre Español.
Edgar Neville li dona l'oportunitat de debutar en la pantalla gran amb la pel·lícula Frente de Madrid (1939). A l'any següent, en el documental de Manuel García Viñoles “Bodas en Castilla”, premiat en el Festival de Venècia, va recitar un poema. Seguirien, entre d'altres, Raza (1942), de José Luis Sáenz d'Heredia, Castillo de naipes (1943), de Jerónimo Mihura i La casa de la lluvia" (1943), d'Antonio Román, encara que la que més fama li va proporcionar va ser Mariona Rebull (1947), de Sáenz d'Heredia.
Des de finals de la dècada de 1940 es va mantenir apartada de la pantalla, amb aparicions puntuals en pel·lícules. En 1941, ja a Madrid, va intervenir en les pel·lícules “Flora y Mariana”, de José Buchs, “Su hermano y él”, de Luis Marquina, en la qual va coincidir amb una altra actriu de Vitòria Concha Catalá, i “Escuadrilla”, d'Antonio Román. En 1942 apareix en “Éramos siete a la mesa”, de Florián Rei. En 1943 interpreta “Intriga” i “La casa de la lluvia”, d'Antonio Román i “Castillo de naipes”, de Jerónimo Mihura. Després d'un parèntesi de quatre anys,reapareix en 1947 en la pel·lícula “Mariana Rebull”, de José Luis Sáez d'Heredia, i en “El duende y el rey”, d'Alejandro Perla. En 1948 va intervenir en “Sin uniforme”, de Ladislao Vadja, i “En un rincón de España”, de Jerónimo Mihura. En 1952, en la cinta “50 años de Real Madrid”, de Rafael Gil, feia el paper d'espectadora, al costat de Fernando Fernán Gómez i Fernando Sancho. Ja havia abandonat per llavors pràcticament la seva carrera cinematogràfica i només va aparèixer esporàdicament en 1959 en la coproducció franc-espanyola de Jack Pinoteau, al costat de Darry Cowl, “Robinson et le tripor-teur”, que aquí es va estrenar amb el títol de “¡Hola Robinson!”, al costat d'Alfredo Mayo, i en 1968 en “Sábado en la playa”, d'Esteban Farré. Es va centrar en el teatre, fins a la seva retirada definitiva.

## Teatre (parcial)
- La cena del rey Baltasar (1939), de Pedro Calderón de la Barca.
- Llegada de noche  (1940), de Hans Rothe.
- El estudiante endiablado (1942), d'Eduardo Marquina.
- Don Juan Tenorio (1943), de José Zorrilla.
- El somni d'una nit d'estiu (1944), de William Shakespeare.
- La heredera (1951), d'Augustus Goetz.
- Buenas noches (1952), d'Isabel Suárez de Deza.
- La Plaza de Berkeley (1952), de John L. Balderston.
- Andrés de Urdaneta (1954), de Fra José Quintana.
- Proceso de Jesús (1956), de Diego Fabbri.
- La vida és somni (1958), de Pedro Calderón de la Barca.
- El diari d'Ana Frank (1957), de Frances Goodrich i Albert Hackett.
- La herida del tiempo (1960), de J. B. Priestley.